# Masaki Tokudome
Masaki Tokudome (Japans: 徳留 真紀, Tokudome Masaki) (Kagoshima, 14 februari 1971) is een Japans motorcoureur.
Tokudome werd in 1992 kampioen in de Japan GP125 Super Cup. In 1993 stapte hij over naar de 125cc-klasse van het All Japan Road Race Championship, waarin hij derde werd. In 1994 maakte hij zijn debuut in de 125cc-klasse van het wereldkampioenschap wegrace op een Honda, waarin hij met een vijfde plaats in de TT van Assen als beste resultaat als achtste in het kampioenschap eindigde. In 1995 behaalde hij in Italië zijn eerste podiumplaats, alvorens hij in Rio de Janeiro zijn eerste overwinning behaalde en mede door nog een podiumplaats in Argentinië zevende werd in de eindstand. In 1996 stapte hij over naar het fabrieksteam van Aprilia en had hij zijn beste seizoen, waarin hij overwinningen behaalde in Indonesië, Japan, Duitsland en Imola, waardoor hij met 27 punten achterstand op Haruchika Aoki als tweede in het kampioenschap eindigde. In 1997 viel hij terug naar de vijfde plaats in de eindstand met enkel een podiumplaats in Groot-Brittannië.
Na een zevende plaats in 1998 stapte Tokudome in 1999 over naar de 250cc-klasse op een TSR-Honda. Hij had het moeilijker in dit kampioenschap en werd slechts achttiende in de eindstand. In 2001 keerde hij terug naar het All Japan Road Race Championship op een Yamaha, waar hij na een jaar 125cc overstapte naar de 250cc. Met een wildcard eindigde hij in 2003 als vijftiende in de Grand Prix van de Pacific en als in 2005 als twintigste in de Grand Prix van Japan. Na dit seizoen keerde hij terug naar de 125cc-klasse in het All Japan Road Race Championship met een Honda. Nadat hij tweede werd in 2007 en 2008 veranderde het kampioenschap in 2010 haar naam naar J-GP3, waarin Tokudome, na opnieuw een tweede plaats in 2011, in 2012 op 41-jarige leeftijd kampioen werd in deze klasse.